# Maggie Hassan
Margaret Coldwell Hassan (született: Wood, 1958. február 27. –) amerikai politikus, New Hampshire szenátora. A Demokrata Párt tagja, Hassant 2016-ban választották be a Szenátusba, miközben az állam 81. kormányzója volt (2013-2017).
Bostonban született, a Brown Egyetemen diplomázott. Ezek után jogászként dolgozott.
2002-ben indult először New Hampshire állami szenátusi pozíciójáért. Ekkor elvesztette a versenyt, de 2004-ben legyőzte Russel Prescottot. Háromszor két évnyi ciklust töltött a Szenátus tagjaként. 2008-tól többségi vezető volt, amíg 2010-ben ki nem kapott Prescottól.
2011 októberében jelentette be, hogy indul New Hampshire kormányzói pozíciójáért. A demokrata előválasztáson legyőzte Jacalyn Cilleyt, majd a választáson a szavazatok 55%-ának megszerzésével az állam második női kormányzója lett. 2014-ben újraválasztották.
2016-ban indult az állam egyik szenátori pozíciójáért az Egyesült Államok Szenátusában, amely versenyben mindössze ezer szavazattal nyert. Jeanne Shaheennel szolgál együtt, mint az állam két szenátora. Ezzel ők ketten az egyetlen nők Amerika történelmében, akik mindketten voltak kormányzók és szenátorok is.

## Választási eredmények
| Párt     | Jelölt                        | Szavazatok | %      |
| -------- | ----------------------------- | ---------- | ------ |
|          | Russell Prescott (hivatalban) | 10,659     | 54.04  |
|          | Maggie Hassan                 | 9,067      | 45.96  |
| Összesen | Összesen                      | 19,726     | 100.00 |

| Párt     | Jelölt                        | Szavazatok | %      |
| -------- | ----------------------------- | ---------- | ------ |
|          | Maggie Hassan                 | 15,201     | 51.96  |
|          | Russell Prescott (hivatalban) | 14,054     | 48.04  |
| Összesen | Összesen                      | 29,255     | 100.00 |

| Párt     | Jelölt                     | Szavazatok | %      |
| -------- | -------------------------- | ---------- | ------ |
|          | Maggie Hassan (hivatalban) | 10,566     | 60.12  |
|          | Natalie Healy              | 7,008      | 39.88  |
| Összesen | Összesen                   | 17,574     | 100.00 |

| Párt     | Jelölt                     | Szavazatok | %      |
| -------- | -------------------------- | ---------- | ------ |
|          | Maggie Hassan (hivatalban) | 17,212     | 57.20  |
|          | Lee Quandt                 | 12,877     | 42.80  |
| Összesen | Összesen                   | 30,089     | 100.00 |

| Párt     | Jelölt                     | Szavazatok | %      |
| -------- | -------------------------- | ---------- | ------ |
|          | Russell Prescott           | 11,001     | 53.38  |
|          | Maggie Hassan (hivatalban) | 9,606      | 46.62  |
| Összesen | Összesen                   | 20,607     | 100.00 |

| Párt     | Jelölt        | Szavazatok | %    |
| -------- | ------------- | ---------- | ---- |
|          | Maggie Hassan | 45,120     | 53.1 |
|          | Jackie Cilley | 33,066     | 38.9 |
|          | Bill Kennedy  | 5,936      | 7.0  |
|          | Other         | 850        | 1.0  |
| Összesen | Összesen      | 84,972     | 100  |

| Párt             | Jelölt           | Szavazatok | %      |
| ---------------- | ---------------- | ---------- | ------ |
|                  | Maggie Hassan    | 378,934    | 54.61% |
|                  | Ovide Lamontagne | 295,026    | 42.52% |
|                  | John J. Babiarz  | 19,251     | 2.77%  |
| További jelöltek | További jelöltek | 666        | 0.10%  |
| Összesen         | Összesen         | 693,877    | 100.0% |

| Párt             | Jelölt                     | Szavazatok | %      |
| ---------------- | -------------------------- | ---------- | ------ |
|                  | Maggie Hassan (hivatalban) | 254,666    | 52.38% |
|                  | Walt Havenstein            | 230,610    | 47.43% |
| További jelöltek | További jelöltek           | 907        | 0.19%  |
| Összesen         | Összesen                   | 486,183    | 100.0% |

| Párt             | Jelölt                    | Szavazatok | %      |
| ---------------- | ------------------------- | ---------- | ------ |
|                  | Maggie Hassan             | 354,649    | 47.99% |
|                  | Kelly Ayotte (hivatalban) | 353,632    | 47.84% |
| FÜG              | Aaron Day                 | 17,742     | 2.40%  |
|                  | Brian Chabot              | 12,597     | 1.70%  |
| További jelöltek | További jelöltek          | 520        | 0.07%  |
| Összesen         | Összesen                  | 739,140    | 100.0% |